# Franz Fettback
Franz Fettback (* 8. September 1854 in Stendal, Altmark; † 19. April 1939 in Hannover; vollständiger Name: Friedrich Franz Andreas Fettback) war ein deutscher Unternehmer in der Papierwaren- und Kartonagenindustrie sowie Steindruckereibesitzer in Hannover. Er war zunächst Prokurist, dann Gesellschafter und schließlich Geschäftsführer der Papierwaren- und Kartonage-Fabrik Rob. Leunis & Chapman.

## Lebensweg
Fettback wurde am 8. September 1854 als Sohn des Kaufmanns und Lederfabrikanten Friedrich Franz Andreas Fettback (28. Mai 1820 – 9. April 1861) und dessen Ehefrau Auguste Karoline Therese Fettback geb. Ströhmer (1830 – 25. Dezember 1897) in Stendal geboren. Der Architekt und Baubeamte Karl Fettback (* 15. November 1852 in Stendal; † 31. Oktober 1931 in Hannover) war sein älterer Bruder. Als sein Vater 1861 starb, war Franz Fettback noch keine sieben Jahre alt.
Franz Fettback besuchte das Gymnasium in Quedlinburg und ging 1872 bei dem Ein- und Ausfuhrhaus G. J. H. Siemers & Co. in Hamburg in die kaufmännische Lehre. Nach beendeter Lehrzeit hielt Fettback sich von 1874 bis 1876 studienhalber in Frankreich und England auf, leistete nach seiner Rückkehr seinen Militärdienst als Einjährig-Freiwilliger und begann am 1. Oktober 1878 seine Tätigkeit bei dem Unternehmen Rob. Leunis & Chapman in Hannover, Andertensche Wiese 19–25. Das Papierwaren-Unternehmen war 1864 von Robert Leunis gegründet worden, der im Jahre 1874 John Chapman als Teilhaber aufnahm. 1879 wurde Fettback Prokurist des Unternehmens Rob. Leunis & Chapman, 1881 Teilhaber, und 1885 ging dieses Unternehmen in Fettbacks alleinigen Besitz über. Ende der 1870er Jahre wurden dort hauptsächlich Papiertüten und -beutel in Buchdruck hergestellt, später wurden auch feinere Papierwaren in lithografscher Druckausführung angefertigt, darunter mehrfarbige Samenbeutel, Lackkarten und kaufmännische Drucksachen. Zu Beginn des 20. Jahrhunderts wandte sich das Unternehmen der Herstellung von Faltschachteln und ähnlichen Massenpackungen zu und widmete sich vor allem der Herstellung von hygienisch einwandfreien, staubdichten Verpackungen mit praktischer Öffnungsvorrichtung, wie sie etwa zur Verpackung von Keks und Zwieback verwendet werden. Die vom Unternehmen auf den Markt gebrachte Verpackung mit Nähfadenöffnung, eine Erfindung Fettbacks, wurde gut angenommen. Die nach Fettbacks zahlreichen Patenten gebauten Maschinen zur Herstellung runder Kartonnagen wurden auch außerhalb Deutschlands eingesetzt. Das Unternehmen Rob. Leunis & Chapman wurde im Jahr 1909 in eine Gesellschaft mit beschränkter Haftung umgewandelt; Fettback wurde deren Geschäftsführer. Gesellschafter war neben Franz Fettback der Kaufmann Albert Stahn.
Am 3. Oktober 1890 heiratete Franz Fettback in Hamburg Henriette Magdalene Zell.
Im Mai 1892 wurde Fettback zum Vizepräsidenten des Deutschen Papiervereins gewählt, der ihn später zu seinem Ehrenvorsitzenden ernannte.
Fettback war viele Jahre lang im Sektionsvorstand der Papierverarbeitungs-Berufsgenossenschaft tätig. Er war auch Mitbegründer des Vereins Deutscher Steindruckereibesitzer. Am 19. Januar 1902 wurde in Hannover ein Bezirksverein des Vereins Deutscher Steindruckereibesitzer gegründet und Franz Fettback zu dessen Ersten Vorsitzendem gewählt.
Fettback setzte sich dafür ein, das Verhältnis zwischen Arbeitgebern und Arbeitnehmern zu verbessern. Er befürwortet die Gründung einer deutschlandweiten Vereinigung der Arbeitgeber in der Steindruck- und Luxuspapier-Branche und trat für die Anerkennung der Gleichberechtigung der Arbeitnehmer-Organisation ein. Er strebte eine Festlegung der Löhne und Arbeitsbedingungen durch Vereinbarung zwischen beiden Organisationen an, also die Schaffung einer Tarifgemeinschaft in der Lithografie-Branche. Dies trug ihm sowohl von Arbeitgeber- als auch von Arbeitnehmerseite Kritik ein.
Von 1906 bis 1907 war Fettback, zusammen mit Georg Ohlekopf, Geschäftsführer der Rondova Hannoversche Kartonnagen-Industrie-Gesellschaft mbH. Gegenstand des Unternehmens waren die Herstellung und der Vertrieb von Kartonagen aller Art, insbesondere von Schachteln. Durch Beschluss der Gesellschafterversammlung vom 1. Juli 1907 wurde Franz Fettbacks Bestellung als Geschäftsführer der Rondova widerrufen; an seiner Stelle wurde der Plantagenbesitzer Friedrich Volger in Nienburg zum Geschäftsführer der Rondova bestellt. Ende 1920 wurde die Rondova GmbH liquidiert.
Das Unternehmen Rob. Leunis & Chapman ging ab 1908 zur Massenproduktion von Faltschachteln über. Das Unternehmen fertigte Spezialpackungen für verschiedene Zwecke, unter anderem für Lebensmittel, und besaß zeitweise mehr als hundert Patente und Gebrauchsmuster.
Papier- und Druckwaren des Unternehmens Robert Leunis & Chapman wurden 1877 und 1878 in Hannover und 1885 bei der Weltausstellung in Antwerpen prämiert.
Am 1. Oktober 1918 blickte Franz Fettback auf vierzigjährige ununterbrochene Tätigkeit bei Rob. Leunis & Chapman zurück.
1926 erwarben Otto und Richard Bestehorn, die Inhaber der Papierwarenfabrik H. C. Bestehorn in Aschersleben, Anteile am Verpackungsunternehmen Rob. Leunis & Chapman. Franz Fettback wurde im gleichen Jahr (1926) 72 Jahre alt.
Fettback engagierte sich unter anderem im Bezirksverein zur Fürsorge für entlassene Gefangene zu Hannover und war Mitglied des Vereins für Feuerbestattung. Er engagierte sich für den Bau eines Veranstaltungszentrums in Hannover.
Franz Fettback starb am 19. April 1939 im Alter von 84 Jahren in Hannover.